# Hysteria (album The Human League)
Hysteria – album zespołu The Human League wydany w 1984 roku. Płyta dotarła do miejsca 3. w Wielkiej Brytanii), lecz sprzedała się gorzej od poprzedniego albumu długogrającego, Dare.

## Lista utworów
1. „I'm Coming Back”
2. „I Love You Too Much”
3. „Rock Me Again and Again and Again and Again and Again and Again (Six Times)”
4. „Louise”
5. „The Lebanon”
6. „Betrayed”
7. „The Sign”
8. „So Hurt”
9. „Life on Your Own”
10. „Don't You Know I Want You”

## Single
- 1984: „The Lebanon”
- 1984: „Life on Your Own”
- 1984: „Louise”